# Кепрень (комуна)
Кепрень, Кепрені (рум. Căpreni) — комуна у повіті Горж в Румунії. До складу комуни входять такі села (дані про населення за 2002 рік):
- Алуніш (136 осіб)
- Бретешть (308 осіб)
- Булбучень (587 осіб)
- Дялу-Спірей (14 осіб)
- Кепрень (480 осіб) — адміністративний центр комуни
- Корнету (355 осіб)
- Сату-Ноу (329 осіб)
- Четатя (258 осіб)

Комуна розташована на відстані 198 км на захід від Бухареста, 42 км на південний схід від Тиргу-Жіу, 49 км на північ від Крайови.

## Населення
За даними перепису населення 2002 року у комуні проживали 2467 осіб, усі — румуни. Усі жителі комуни рідною мовою назвали румунську.
Склад населення комуни за віросповіданням:
| Релігія       | Кількість осіб | Відсоток |
| ------------- | -------------- | -------- |
| православні   | 2457           | 99,6%    |
| п'ятдесятники | 9              | 0,4%     |
| баптисти      | 1              | < 0,1%   |